# Église Sainte-Marie de Vilarmila

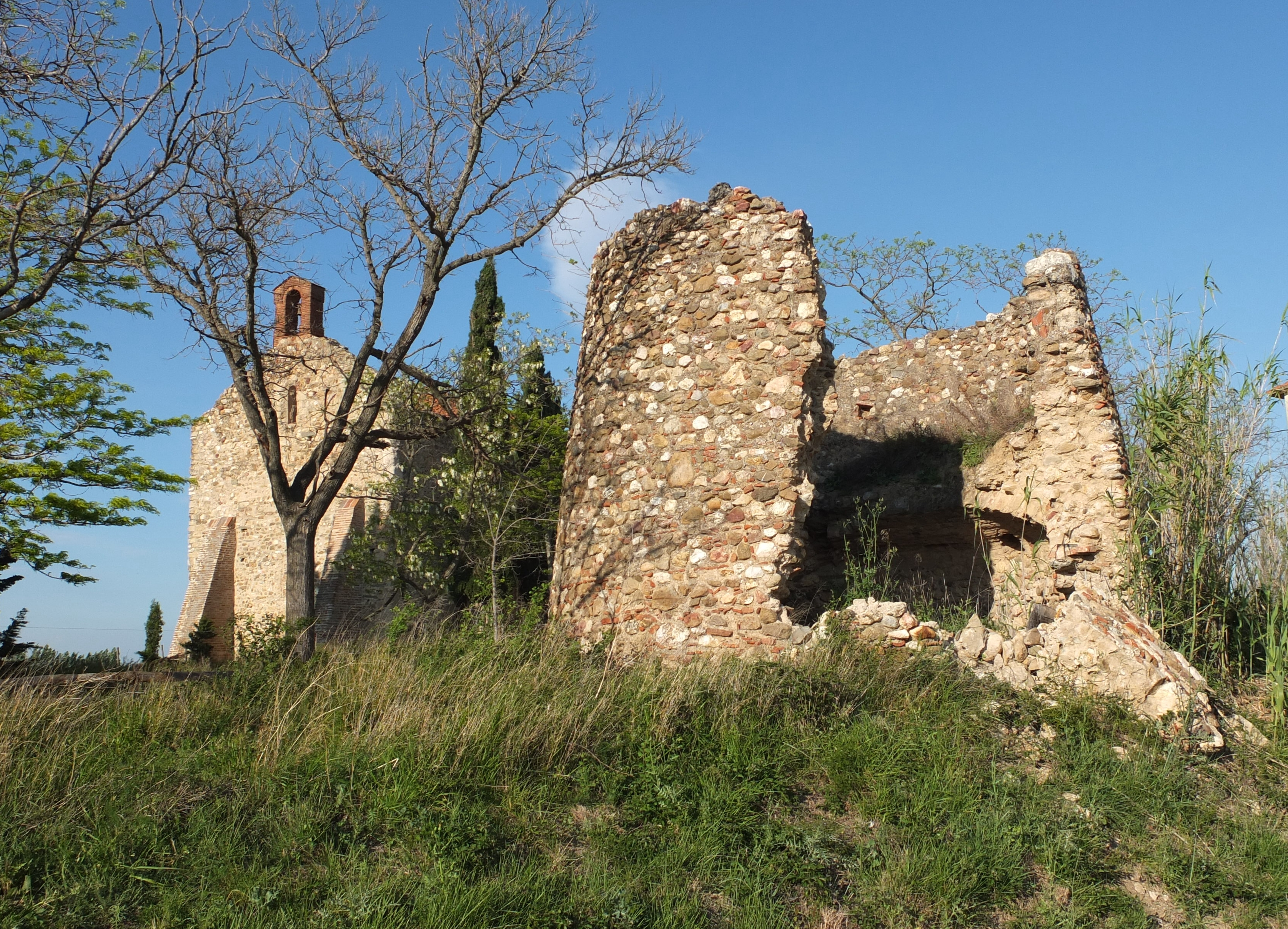
Hameau de Vilarmila

Pour les articles homonymes, voir église Sainte-Marie.
L'église Sainte-Marie de Vilarmila est une église romane située à Llupia, dans le département français des Pyrénées-Orientales.

## Historique
Le hameau de Vilarmila est mentionné dès le Xe siècle. Il comprenait à l'époque deux chapelles : l'église Sainte-Marie, dont le bâtiment actuel date au moins du XIe siècle, et celle de Saint-Sauveur (Sant Salvador), mentionnée en 974 (eclesia Sancti Salvatoris) et disparue depuis mais dont le nom subsiste à travers le Mas Sant Salvador, situé à proximité au sud-ouest de l'église.

## Architecture
L'édifice est constitué d'une nef unique et d'une abside semi-circulaire.
Au XIXe siècle, l'extérieur de l'église était orné d'une treille végétale. Celle-ci est vandalisée en mai 1881, coupée à ras de terre par des malfaiteurs.